# Tothrix
Tothrix là một chi bướm ngày thuộc họ Bướm nâu.